# タイラー・ソーンバーグ
タイラー・マイケル・ソーンバーグ（Tyler Michael Thornburg, 1988年9月29日 - ）は、 アメリカ合衆国テキサス州ヒューストン出身のプロ野球選手（投手）。右投右打。現在は、フリーエージェント（FA）。

## 経歴

### プロ入りとブルワーズ時代
チャールストン・サザン大学出身。2010年のMLBドラフト3巡目（全体96位）でミルウォーキー・ブルワーズから指名され、プロ入り。
2012年6月19日のトロント・ブルージェイズ戦で先発登板し、メジャーデビューを果たした。ショーン・マーカムの故障による緊急昇格だったため、1度の登板のみでマイナーへ戻った。7月14日に再昇格したが、月末に再び降格した。セプテンバーコールアップで三たび昇格した。
2013年は開幕はマイナーで過ごすも、6月5日にマルコ・エストラーダの故障に伴い、メジャー昇格。6月8日のフィラデルフィア・フィリーズ戦にてメジャー初勝利を果たす。この試合後、ジム・ヘンダーソンが故障者リストから復帰するに伴って、マイナーに降格するも、6月28日に再び昇格した。シーズン残りをメジャーで過ごす。この年は18試合に投げ、うち7試合で先発登板した。3勝1敗、防御率2.03、WHIP1.19、662⁄3回で許した本塁打は1本であった。
2014年はリリーフ専業となり、27試合に登板。勝敗は前年と同じ3勝1敗、防御率も4.25、29.2イニングで21個の四球を出した。
2015年も、全てリリーフで24試合に登板。2012年以来3年ぶりに勝ち星なしで、防御率は3.67を記録した。奪三振率は自己ベストの8.9をマークした。341⁄3回で被本塁打7を記録した。
2016年はキャリアハイの67試合にリリーフ登板。投球スタイルを変えた事で被弾率が下がるとともに三振奪取能力が大幅に向上した。一定期間クローザーも務め、8勝5敗13セーブ、防御率2.15、WHIP0.94、奪三振率12.1という成績を記録した。

### レッドソックス時代
2016年12月6日にトラビス・ショウ、ジョシュ・ペニントン、マウリシオ・デュボーンおよび後日発表選手とのトレードで、ボストン・レッドソックスへ移籍した。
2017年は、胸郭出口症候群の手術を受けた為、メジャー、マイナーともに登板機会がなかった。
2018年のスプリングトレーニングで手術からの回復に失敗したため、リハビリも兼ねて傘下のAAA級ポータケット・レッドソックスからのスタートとなる。6月2日に9登板でリハビリは別調整になり、AA級ポートランド・シードッグスでも登板をすることになる。ここまでの成績はAA級ポートランドとAAA級ポータケットを合わせて18登板（1先発）で16回と1/3回を投げ、0勝1敗、防御率4.96、8四球、16奪三振だった。7月4日にメジャーに昇格した。7月6日のカンザスシティ・ロイヤルズ戦に登板し1回を投げ、1安打・1得点を許す。レギュラーシーズンでは、25登板で24回を投げ、2勝0敗、防御率5.63、21奪三振を残すが、ポストシーズンのロースターには入らなかった。11月30日にレッドソックスと単年175万ドル+インセンティブ40万ドルでで再契約した。
2019年7月10日に自由契約となった。

### ドジャース傘下時代
2019年7月30日にロサンゼルス・ドジャースとマイナー契約を結んだ。オフの11月4日にFAとなった。

### レッズ時代
2020年1月1日にシンシナティ・レッズと1年のマイナー契約で合意した。8月14日にメジャー契約を結んでアクティブ・ロースター入りした。9月11日に10日間の故障者リスト入りし、14日に60日間の故障者リストに移動となった。その後トミー・ジョン手術を受け、シーズンは終了となった。オフの10月28日にFAとなった。

### ブレーブス時代
2021年はいずれのチームにも所属せず、リハビリに専念した。
2022年3月16日にアトランタ・ブレーブスとメジャー契約を結んだ。9試合にリリーフ登板し、防御率3.87の成績を残していたが、5月23日にDFAとなり、29日に自由契約となった。

### ツインズ時代
2022年6月3日にミネソタ・ツインズとマイナー契約を結んだ。傘下のAAA級セントポール・セインツでのプレーを経て6月12日にメジャー契約を結んでアクティブ・ロースター入りした。7月1日にDFAとなり、3日にマイナー契約でAAA級セントポールへ配属された。9月4日に自由契約となった。

## 投球スタイル
速球は平均92〜94mph程度だが、マイナー時代は最高97〜98mphを計測することもあった。その球速と投球フォームからティム・リンスカムに似ているとも言われる。

## 詳細情報

### 年度別投手成績
| 年 度    | 球 団    | 登 板 | 先 発 | 完 投 | 完 封 | 無 四 球 | 勝 利 | 敗 戦 | セ 丨 ブ | ホ 丨 ル ド | 勝 率 | 打 者 | 投 球 回 | 被 安 打 | 被 本 塁 打 | 与 四 球 | 敬 遠 | 与 死 球 | 奪 三 振 | 暴 投 | ボ 丨 ク | 失 点 | 自 責 点 | 防 御 率 | W H I P |
| -------- | -------- | ----- | ----- | ----- | ----- | -------- | ----- | ----- | -------- | ----------- | ----- | ----- | -------- | -------- | ----------- | -------- | ----- | -------- | -------- | ----- | -------- | ----- | -------- | -------- | ------- |
| 2012     | MIL      | 8     | 3     | 0     | 0     | 0        | 0     | 0     | 0        | 0           | ---   | 95    | 22.0     | 24       | 8           | 7        | 0     | 1        | 20       | 1     | 0        | 11    | 11       | 4.50     | 1.41    |
| 2013     | MIL      | 18    | 7     | 0     | 0     | 0        | 3     | 1     | 0        | 0           | .750  | 270   | 66.2     | 53       | 1           | 26       | 2     | 3        | 48       | 2     | 1        | 17    | 15       | 2.03     | 1.19    |
| 2014     | MIL      | 27    | 0     | 0     | 0     | 0        | 3     | 1     | 0        | 5           | .750  | 131   | 29.2     | 24       | 1           | 21       | 0     | 0        | 28       | 4     | 0        | 14    | 14       | 4.25     | 1.52    |
| 2015     | MIL      | 24    | 0     | 0     | 0     | 0        | 0     | 2     | 0        | 1           | .000  | 151   | 34.1     | 31       | 7           | 12       | 1     | 3        | 34       | 3     | 1        | 22    | 14       | 3.67     | 1.25    |
| 2016     | MIL      | 67    | 0     | 0     | 0     | 0        | 8     | 5     | 13       | 20          | .615  | 263   | 67.0     | 38       | 6           | 25       | 1     | 2        | 90       | 4     | 0        | 19    | 16       | 2.15     | 0.94    |
| 2018     | BOS      | 25    | 0     | 0     | 0     | 0        | 2     | 0     | 0        | 3           | 1.000 | 107   | 24.0     | 28       | 6           | 10       | 0     | 1        | 21       | 2     | 0        | 15    | 15       | 5.63     | 1.58    |
| 2019     | BOS      | 16    | 0     | 0     | 0     | 0        | 0     | 0     | 0        | 0           | ----  | 86    | 18.2     | 21       | 4           | 10       | 0     | 1        | 22       | 1     | 0        | 16    | 16       | 7.71     | 1.66    |
| 2020     | CIN      | 7     | 0     | 0     | 0     | 0        | 0     | 0     | 0        | 1           | ----  | 32    | 7.0      | 6        | 0           | 5        | 0     | 0        | 10       | 1     | 0        | 3     | 3        | 3.86     | 1.57    |
| MLB：8年 | MLB：8年 | 192   | 10    | 0     | 0     | 0        | 16    | 9     | 13       | 30          | .640  | 1135  | 269.1    | 225      | 33          | 116      | 4     | 11       | 273      | 18    | 2        | 117   | 104      | 3.48     | 1.27    |

- 2021年度シーズン終了時

### 年度別守備成績
| 年 度 | 球 団 | 投手（P） | 投手（P） | 投手（P） | 投手（P） | 投手（P） | 投手（P） |
| 年 度 | 球 団 | 試 合     | 刺 殺     | 補 殺     | 失 策     | 併 殺     | 守 備 率  |
| ----- | ----- | --------- | --------- | --------- | --------- | --------- | --------- |
| 2012  | MIL   | 8         | 1         | 5         | 0         | 1         | 1.000     |
| 2013  | MIL   | 18        | 3         | 8         | 0         | 1         | 1.000     |
| 2014  | MIL   | 27        | 3         | 3         | 0         | 0         | 1.000     |
| 2015  | MIL   | 24        | 3         | 1         | 0         | 0         | 1.000     |
| 2016  | MIL   | 67        | 2         | 4         | 0         | 0         | 1.000     |
| 2018  | BOS   | 25        | 0         | 1         | 0         | 0         | 1.000     |
| MLB   | MLB   | 169       | 12        | 22        | 0         | 2         | 1.000     |

- 2018年度シーズン終了時

### 記録
MiLB
- オールスター・フューチャーズゲーム選出：1回（2011年）

### 背番号
- 63（2012年 - 2013年、2022年 - 同年5月22日）
- 30（2014年 - 2015年途中）
- 37（2015年途中 - 2016年）
- 47（2018年 - 2019年）
- 48（2020年、2022年6月12日 - 同年6月30日）